# Antonio Catalano
Antonio Catalano oder Catalani „l’antico“, genannt „il Romano“ (* 1560 in Messina; † 1630 ebenda) war ein italienischer Maler der späten Renaissance in Bologna, auf Malta und Sizilien.

## Leben
Wahrscheinlich war er Schüler von Deodato Guinaccia, da er in seinem Frühwerk dessen an Polidoro da Caravaggio geschultem Malstil folgte. Durch Protektion kam er nach Rom in die Werkstatt von Federico Barocci (1535–1612), dessen Malerei ihn fortan stilistisch beeinflusste. Seine nächste Station war Bologna, wo er eine Zeit lang unter dem deutlich jüngeren Francesco Albani (1578–1660) arbeitete. Gemeinsam mit dem Albani-Schüler Girolamo Bonini schuf er im Palazzo Pubblico von Bologna Fresken und selbständig mehrere Altarbilder für die S. Caterina di Saragoza und die S. Andrea delle Scuole.
Über Malta kehrte Catalano nach Messina zurück, wo er für Kirchen Malereien ausführte, so malte er für den Convento del Cappuccini in Gesso Christi Geburt.
Sein Sohn war der Maler Antonio Catalano il Giovane (* 1585 in Messina; † 1666 ebenda), von dem sich das Gemälde Sta. Ursula mit den heiligen Jungfrauen im Museo Regionale di Messina befindet.